# Полгар, Ласло (певец)
Ла́сло По́лгар (венг. Polgár László; 1 января 1947, Будапешт — 19 сентября 2010, Цюрих) — венгерский певец (бас).

## Биография
Из еврейской семьи. Окончил Музыкальную академию имени Листа (1972) у Эвы Кутруц и Ференца Ревхедьи, затем занимался также у Ханса Хоттера и Евгения Нестеренко. Дебютировал в Будапештской опере (1971) в партии графа Чепрано («Риголетто» Верди), в дальнейшем пел также Осмина в «Похищении из сераля», Зарастро в «Волшебной флейте», Лепорелло в «Дон Жуане», дона Базилио в «Севильском цирюльнике» и др. В 1974 году получил первую премию Международного конкурса имени Роберта Шумана в ГДР. В 1981 году дебютировал в лондонском Ковент-Гардене в партии Родольфо («Сомнамбула» Беллини), затем пел на сценах Вены, Мюнхена, Парижа, на фестивалях в Зальцбурге и Экс-ан-Провансе и др. Среди наиболее известных записей Полгара — опера Белы Бартока «Замок герцога Синяя Борода» с Чикагским симфоническим оркестром под управлением Пьера Булеза.